# Cosimo Corsi
Pour les articles homonymes, voir Corsi.
Cosimo Corsi (né le 10 juin 1798 à Florence et mort le 7 octobre 1870 à la Villa Medicea di Agnano) est un cardinal italien du XIXe siècle. 

## Biographie
Corsi exerce de fonctions au sein de la Curie romaine, notamment comme doyen des auditeurs de la Rote romaine.
Le pape Grégoire XVI le crée cardinal lors du consistoire du 24 janvier 1842. Corsi est élu évêque de Jesi en 1845 et archevêque de Pise en 1853. Il participe au conclave de 1846, lors duquel Pie IX est élu pape et au concile de Vatican I en 1869-1870.

### Source
- Fiche du cardinal sur le site de la FIU